# Pollocksville
Pollocksville és una població dels Estats Units a l'estat de Carolina del Nord. Segons el cens del 2008 tenia 256 habitants.

## Demografia
Segons el cens del 2000, Pollocksville tenia 269 habitants, 126 habitatges i 76 famílies. La densitat de població era de 324,6 habitants per km².
Dels 126 habitatges en un 21,4% hi vivien nens de menys de 18 anys, en un 47,6% hi vivien parelles casades, en un 11,9% dones solteres, i en un 38,9% no eren unitats familiars. En el 38,1% dels habitatges hi vivien persones soles el 22,2% de les quals corresponia a persones de 65 anys o més que vivien soles. El nombre mitjà de persones vivint en cada habitatge era de 2,13 i el nombre mitjà de persones que vivien en cada família era de 2,83.
Per edats la població es repartia de la següent manera: un 20,4% tenia menys de 18 anys, un 4,5% entre 18 i 24, un 20,8% entre 25 i 44, un 32,7% de 45 a 60 i un 21,6% 65 anys o més.
L'edat mediana era de 47 anys. Per cada 100 dones de 18 o més anys hi havia 78,3 homes.
La renda mediana per habitatge era de 42.500 $ i la renda mediana per família de 51.250 $. Els homes tenien una renda mediana de 36.429 $ mentre que les dones 18.571 $. La renda per capita de la població era de 22.528 $. Entorn del 7,4% de les famílies i el 9,1% de la població estaven per davall del llindar de pobresa.

## Poblacions més properes
El següent diagrama mostra les poblacions més properes.